# Nicolae Petrescu-Comnen
Nicolae Petrescu-Comnen (ur. 24 sierpnia 1881 w Bukareszcie, zm. 8 grudnia 1958, Florencja) – rumuński prawnik, dyplomata, profesor, publicysta i polityk.
Studiował prawo w Paryżu, gdzie obronił doktorat w tej dziedzinie w 1905. W latach 1902–1916 pracował jako adwokat i wykładowca na Wydziale Prawa uniwersytetu w Bukareszcie, a po zakończeniu I wojny światowej wstąpił do służby dyplomatycznej. W latach 1922–1929 reprezentował Rumunię na konferencjach w Genewie, gdzie pracował w randze ministra pełnomocnego przy Lidze Narodów (1923–1928). 

## Twórczość
- Etudes sur les origines de la Magistrature Roumaine (1902)
- La revendication de la nationalé roumaine (1918)
- The Roumanian Question in Transylvania and Hungary (1920)
- Anarchie, dictature ou organisation internationale (1946)
- Preludi del grande dramma (1947; Wstęp do wielkiego dramatu)
- I Responsabili (1949; Odpowiedzialni)
- Campania românească din 1919 din Ungaria. Amintiri și documente inedite ("Revista Istorica" 1992, nr 5-6; Rumuńska kampania 1919 roku na Węgrzech. Nie publikowane wspomnienia i dokumenty).